# Wolf (Schiff, 1878)
Die Wolf war ein Kanonenboot der Kaiserlichen Marine und gleichzeitig das Typschiff für die Wolf-Klasse. Wie die Schwesterschiffe Iltis und Hyäne war sie für den Einsatz in überseeischen Kolonien entworfen und in Dienst gestellt worden.

## Geschichte
Das Kanonenboot Wolf (nicht zu verwechseln mit dem Hilfskreuzer Wolf im Ersten Weltkrieg) war das erste deutsche Kriegsschiff, das in Ostasien stationiert wurde. Es wurde am 21. März 1878 auf der Kaiserlichen Werft in Wilhelmshaven vom Stapel gelassen und die Indienststellung erfolgte am 1. Oktober 1878.

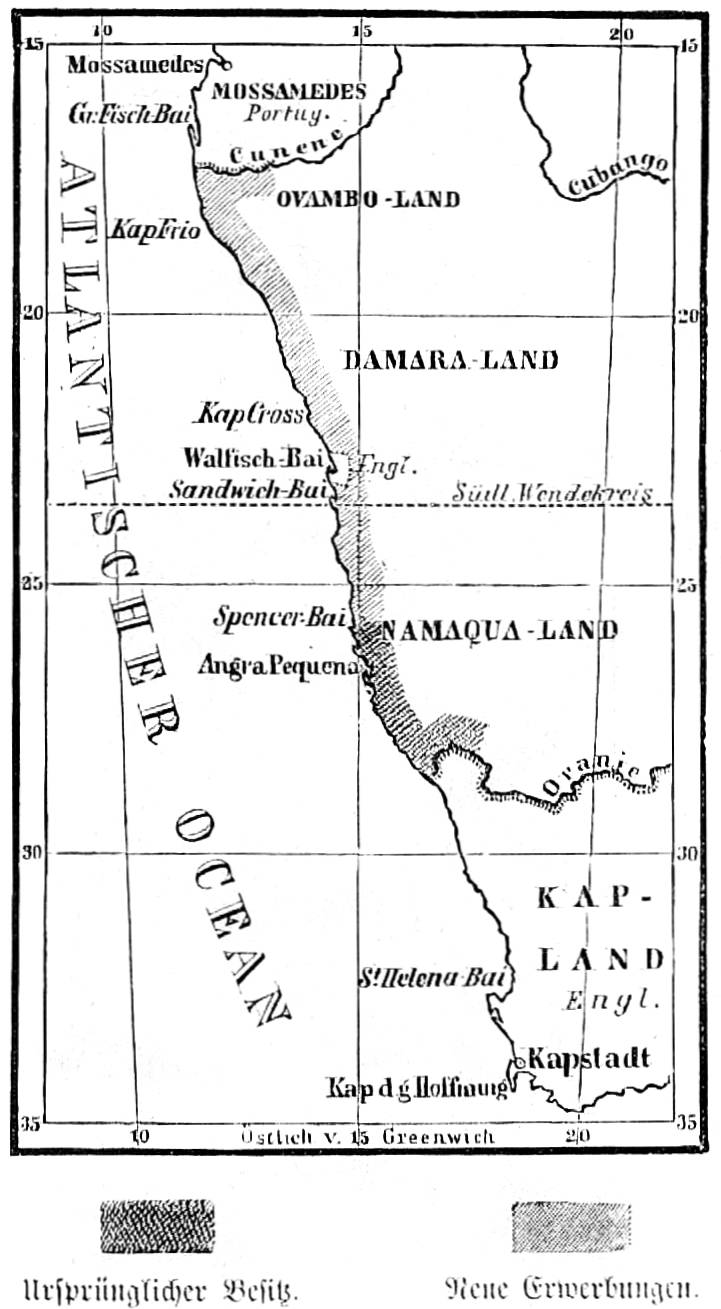
Der durch die Wolf markierte Küstenabschnitt (helle Schattierung, rechts)

Die für den Auslandseinsatz vorgesehene Wolf lief bereits am 26. Oktober aus Wilhelmshaven mit dem Ziel China aus. Der erste Kommandant des Kanonenbootes wurde Korvettenkapitän Paschen. Trotz eines Maschinenschadens erreichte man wie geplant am 2. Februar 1879 Singapur. Vom 18. August 1880 bis zum 10. August 1882 war Kapitänleutnant/Kapitän zur See Franz Strauch Kommandant.
Die zur Einsparung von Kohle mit Hilfssegeln ausgerüstete Wolf sah dadurch mehr wie ein Segler denn wie ein Dampfschiff aus. Sie wurde als Barkentine mit einer Segelfläche von 541 m² gebaut. Die Besegelung wurde später auf 290 m² verringert.
Das Schiff tat fünf Jahre Stationsdienst und trat am 30. Mai 1884 die Heimreise an. Da diese an der Westküste Afrikas vorbeiführte, nahm es an der Inbesitznahme Deutsch-Südwestafrikas teil. Die Wolf markierte den Küstenabschnitt zwischen dem Lüderitzland und Portugiesisch-Westafrika als deutsche Kolonie. Danach wurde die Heimreise fortgesetzt, und das Schiff wurde am 30. Oktober 1884 zur Überholung außer Dienst gestellt.
Nach Ende der Reparaturen erfolgte 8. April 1886 die erneute Indienststellung. Die technisch unverändert gebliebene Wolf sollte in der Folge ihr Schwesterschiff Iltis auf der ostasiatischen Station ablösen. Am 18. April lief die Wolf aus Wilhelmshaven aus. 1890 war sie in Japan an der Rettungsaktion der vor Ōshima aufgelaufenen osmanischen Fregatte Ertuğrul beteiligt. Bis ins Jahr 1895 versah das Boot seinen Stationsdienst in Ostasien, bevor es am 27. September in Danzig erneut zur Überholung außer Dienst gestellt wurde.
Auf die nächste Indienststellung, am 1. Oktober 1897, folgte ein Auslandseinsatz in Afrika bis zum Jahre 1905. Am 18. Juli desselben Jahres kam es zur endgültigen Außerdienststellung in Danzig. Am 3. Februar 1906 wurde die Wolf aus der Liste der Kriegsschiffe gestrichen. Bis 1919 diente das Boot der Kaiserlichen Werft als Reparaturschiff; danach wurde es abgewrackt.